# چیپولینو (فیلم)
«چیپولینو» (روسی: Чиполлино) یک فیلم است.